# Отто Бауер
О́тто Ба́уер (нім. Otto Bauer; 5 вересня 1882, Відень — 5 липня 1938, Париж) — лідер австрійської соціал-демократії та 2-го Інтернаціоналу, ідеолог австромарксизму, запеклий ворог СРСР.
Під виглядом дальшого «розвитку» марксизму Бауер пропагував відмову від класової боротьби та світової революції, переоцінював парламентські методи боротьби в робітничому русі.
1918—1919 Бауер був міністром закордонних справ уряду Австрійської республіки.